# Вторая Всероссийская спортивная олимпиада
Вторая Всероссийская спортивная олимпиада прошла в Риге 6-20 июля 1914 года. На церемонии открытия присутствовал великий князь Дмитрий Павлович, Августейший покровитель олимпиады. После парада команд прошёл молебен, по окончании которого состоялось открытие игр. В олимпиаде приняли участие более 900 спортсменов из 24 городов страны. Из них более 300 участников представляли Ригу, 200 — Санкт-Петербург, 150 — Киев, 70 — Москву. Никаких соревнований в день открытия не проводилось. Соревнования по лёгкой атлетике проводились на ипподроме, по водным видам спорта — на реке Аа и Рижском взморье. Теннисисты соревновались в Царском лесу (Межапаркс).
Олимпиада не была доведена до конца из-за начала Первой мировой войны. Перед окончанием соревнований был объявлен царский указ о всеобщей мобилизации. Спортсмены-офицеры получили предписание срочно вернуться в свои части. Награды победителям вручались без торжественной церемонии. Некоторые призы организаторы соревнований обещали разослать победителям позднее.
По примеру всероссийских олимпиад начали проводиться региональные соревнования. В 1915 году состоялась Северокавказская олимпиада в Новороссийске, а через год Поволжская в Нижнем Новгороде. В 1920 году в Москве состоялась так называемая Предолимпиада, которая считается первым чемпионатом СССР.

## Виды спорта
- Гимнастика;
- Лёгкая атлетика;
- Велосипедный спорт;
- Фехтование;
- Борьба;
- Конный спорт;
- Тяжёлая атлетика;
- Стрельба;
- Плавание;
- Теннис;
- Мотоциклетный спорт;
- Футбол.

### Лёгкая атлетика
В рамках олимпиады прошёл Чемпионат России по лёгкой атлетике 1914 года. Соревнования проходили на городском ипподроме. В них приняли участие 264 спортсмена.

#### Второй день
7 июля стояла 35-градусная жара. Зрителей было мало. Наибольший интерес привлёк финал забега на 100 метров. Беговая дорожка была в ужасном состоянии из-за прошедших незадолго перед соревнованиями скачек рысаков.
От участия в предварительных забегах на 1500 метров отказались более половины участников. Причина заключалась в неудачно составленной программе соревнований, согласно которой сразу за этим забегом должны были пройти соревнования в беге на 10 000 метров. Поэтому многие спортсмены решили сохранить силы для более длинной дистанции.
Много спортсменов участвовало в ходьбе на 3000 м. Однако три ходока, финишировавших первыми, были дисквалифицированы за то, что по ходу дистанции перешли на бег. По мнению специалистов, не было ни одного участника, который в ходе соревнований не перешёл бы на бег.

#### Третий день
Время пользования ипподромом было ограничено, поэтому время проведения соревнований постоянно менялось. Назначенные с 14 до 19 часов они фактически проводились с 16 до 23. По этой причине многие спортсмены отказались от участия. Так, финал забега на 800 м прошел без фаворитов — киевлянина Фукса и рижанина Фогеля. Из других участников забега хорошую подготовку имели 2-3 спортсмена. Остальные были избраны из числа уважаемых граждан. В круге для соревнований слонялось большое число зевак. Ипподром не был приспособлен для проведения подобного рода соревнований.
Участники соревнований по метанию молота не имели представления о технике исполнения упражнения. По этой причине победителями стали физические сильные рижане.

#### Четвёртый день
Старт марафонского забега был назначен на 18 часов. Из-за организационных просчётов он был задержан на час. Организаторы перенесли старт на другое место, и марафонцев, которым предстояло преодолеть 38 вёрст, предложили переместиться туда. Возмущённые организационной неразберихой спортсмены отказались двигаться куда бы то ни было. Организаторам пришлось снова перенести место старта на одну версту ближе к финишу. На месте не оказалось стартёра и его функции взял на себя кто-то из добровольцев. Спортсменам приходилось прокладывать себе путь в темноте среди прохожих, скопившихся на мостовой. Финиш проходил в полной темноте. Лишь зарево пожара на нефтяных складах освещало окрестности.

### Борьба
Победителями соревнований по борьбе стали:
- Легчайший вес — Курвиц (Юрьев);
- Лёгкий вес — Захаров (Петербург);
- Средний вес — Иордан (Рига);
- Полутяжёлый вес — Оскар Каплюр (Петербург);
- Тяжёлый вес — Вальтмент (Ревель).

Журналом «Геркулес» был учреждён специальный приз. Приз был присуждён борцу лёгкого веса Захарову, который успешно боролся с более тяжёлыми соперниками.

### Велоспорт
В шоссейной гонке на 250 вёрст по трассе Рига — Шавли победил рижанин А. Аунс. Чемпион России Н. Волочугин был вынужден сойти с трассы из-за судорог в ногах.

### Гимнастика
Программа соревнований включала в себя упражнения на перекладине, брусьях, коне, вольные упражнения. В программу также входили виды, ничего общего с гимнастикой не имеющие — бег на 100 м и прыжки в высоту. Разыгрывалось только личное первенство в многоборье. Победителем стал подпоручик Ратиани. Второе место занял поручик Дидебуладзе, третье — штабс-капитан Васильев. Все три спортсмена представляли Петербургскую офицерскую фехтовально-гимнастическую школу.

### Гребля
Судьи стали подавать команды к старту на немецком языке, что вызвало бурный протест спортсменов.
В соревнованиях одиночек на 2000 м победил москвич Анатолий Переселенцев (8.51,0), вторым был рижанин Шперлинг (9.22,0), третьим — член Азово-Донского яхт-клуба Рыгельский (10.25,2). В соревнованиях парных двоек с рулевым на дистанции 2000 м триумфаторами стали Анатолий Переселенцев и Н. Найдёнов (9.29,1). Второе место заняла двойка Митавского клуба. В состязании восьмёрок на дистанции 2000 м первенствовала московская команда (7.47,0). Команда рижского гребного клуба отстала на полминуты.

### Плавание
Организаторы соревнований не предприняло мер, чтобы они соответствовали международным правилам. На старте вместо щита для отталкивания на старте было установлено бревно, которое в момент прыжка погружалось в воду так глубоко, что спортсмены падали на спину. По этой причине все приезжие пловцы отказались участвовать в состязаниях. Рижане устроили соревнования между собой. Такой поворот событий вызвал возмущение зрителей.

### Стрельба
В программу соревнований входило больше видов стрельбы, чем на первой олимпиаде. Почти по всем видам результаты были улучшены. В стрельбе из малокалиберной винтовки полковник Александр Тилло побил рекорд Киевской олимпиады и повторил мировой, установленный на Олимпиаде 1912 года в Стокгольме.

### Тяжёлая атлетика
В программу соревнований входило два упражнения — поднятие тяжестей одной и двумя руками. Киевлянин Гриненко поднял одной рукой 75 кг и стал единственным участником олимпиады, сумевшим превысить мировой рекорд.

### Фехтование
Призёры соревнований на эспадронах:
1. Поручик Шкилёв — 8 побед и 1 поражение
2. Сотник Кашерининов — 6 побед и 2 поражения
3. Поручик Арсеньев[пол.] — 6 побед и 3 поражения

Финалисты соревнований по рапире:
1. Поручик Шкилёв
2. Капитан Лазарев
3. Поручик Городецкий[пол.][5]

### Футбол
Соревнования по футболу прошли за два дня до официального открытия олимпиады. В первом матче команда Москвы победила рижан со счётом 5:0. Победителем соревнований стала команда Москвы, второе место завоевала команда Риги, третье — команда Ревеля.
Матч футбольного турнира II Всероссийской олимпиады (отчет ).

| Москва                                           | 5:0 | Рига |
| ------------------------------------------------ | --- | ---- |
| - Житарев 3′ - Петров 7′ 9′ 59′ - А.Троицкий 20′ |     |      |

| Мартынов, Александр | «Новогиреево»       |                 |  |  |
|                     |                     |                 |  |  |
| Тяпкин, Аркадий     | «Сокольнический» КЛ |                 |  |  |
| Воронцов, Иван      | «Новогиреево»       |                 |  |  |
|                     |                     |                 |  |  |
| Попович, Борис      | «Сокольнический» КЛ |                 |  |  |
| Лаш, Владимир       | «Унион»             |                 |  |  |
| Романов, Михаил     | «Замоскворецкий» КС |                 |  |  |
|                     |                     |                 |  |  |
| Денисов, Николай    | КФ «Сокольники»     |                 |  |  |
| Петров, Александр   | КФ «Сокольники»     | Гол · Гол · Гол |  |  |
| Троицкий, Алексей   | «Унион»             | Гол             |  |  |
| Житарев, Василий    | «Замоскворецкий» КС | Гол             |  |  |
| Романов, Сергей     | «Замоскворецкий» КС |                 |  |  |

| Рига     |  |
| -------- |  |
| Граупнер |  |
|          |  |
| Штраух   |  |
| Кауке    |  |
|          |  |
| Бобков   |  |
| Тейле    |  |
| Аул      |  |
|          |  |
| Плаутц   |  |
| Струнгс  |  |
| Пильп    |  |
| Сайтинг  |  |
| Бузаров  |  |

Матч футбольного турнира II Всероссийской олимпиады — (отчет )

| Москва                                                                             | 5:2 (от) | Ревель                     |
| ---------------------------------------------------------------------------------- | -------- | -------------------------- |
| - Житарев 1′ 114′ - М.Романов 10′ - А.Троицкий 73' (пен.) 98′ - Тяпкин 102′ (пен.) |          | - 55′ А.Кульман - 85′ Лорд |

| Игрок               | Клуб                | Гол       |
| ------------------- | ------------------- | --------- |
| Мартынов, Александр | «Новогиреево»       |           |
|                     |                     |           |
| Тяпкин, Аркадий     | «Сокольнический» КЛ | Гол       |
| Воронцов, Иван      | «Новогиреево»       |           |
|                     |                     |           |
| Попович, Борис      | «Сокольнический» КЛ |           |
| Лаш, Владимир       | «Унион»             |           |
| Романов, Михаил     | «Замоскворецкий» КС | Гол       |
|                     |                     |           |
| Денисов, Николай    | КФ «Сокольники»     |           |
| Петров, Александр   | КФ «Сокольники»     |           |
| Троицкий, Алексей   | «Унион»             | Гол       |
| Житарев, Василий    | «Замоскворецкий» КС | Гол · Гол |
| Романов, Сергей     | «Замоскворецкий» КС |           |

| Ревель    |     |
| --------- | --- |
| Охака     |     |
|           |     |
| Лунк      |     |
| О.Сильбер |     |
|           |     |
| Рейнакс   |     |
| А.Кульман | Гол |
| А.Сильбер |     |
|           |     |
| Йоепере   |     |
| Лорд      | Гол |
| Саулел    |     |
| Сельг     |     |
| Рауп      |     |

Матч футбольного турнира II Всероссийской олимпиады

| Рига | 5:0 | Ревель |
| ---- | --- | ------ |
|      |     |        |

|  |

## Командный зачёт
1. Москва;
2. Рига;
3. Санкт-Петербург;
4. Ревель[3].